# Phaenognatha pusilla
Phaenognatha pusilla är en skalbaggsart som beskrevs av Gilbert John Arrow 1909. Phaenognatha pusilla ingår i släktet Phaenognatha och familjen Aclopidae. Inga underarter finns listade i Catalogue of Life.